# Gwiazdy na ziemi
Gwiazdy na ziemi (hindi: तारे ज़मीन पर / Taare Zameen Par, ang. Like Stars on Earth) – indyjski dramat filmowy z 2007 roku w reżyserii Aamira Khana. To druga jego produkcja (po Lagaan: Dawno temu w Indiach) i debiut reżyserski. Tematem filmu są problemy dziecka cierpiącego z powodu dysleksji. W rolach głównych wystąpili ośmioletni Darsheel Safary oraz sam Aamir Khan jako jego nauczyciel.
Zdjęcia kręcono w Mumbaju. Rząd Indii zwolnił film od podatku.

## Motyw przewodni
Każde dziecko jest wyjątkowe. („Every child is special”)

## Fabuła
Świat ośmioletniego Ishaana (Darsheel Safary) jest pełen cudów. Rozprysk światła w kałuży, którą przejeżdża rower. Ziemia spadająca z koparki. Woda wlewana przez spragnionego mężczyznę wprost do gardła, cieknąca mu po brodzie. Półnagi chłopiec na ramionach swego ojca. Ruch rybek śmigających w wodzie słoja. Mężczyzna ze zręcznością małpy wspinający się po rusztowaniu. Karmienie psów. Kolory farb wylewające się spod jego palców na kartkę. Marzenia wypełnione obrazami z kreskówek. Latawiec podrywany do lotu.
Ale jego świata nikt nie dzieli z nim. Jest niepotrzebny nikomu z dorosłych. Nie zachwyca ich. Dorośli wokół Ishaana wciąż go poganiają, chcą od niego rzeczy, którym nie umie sprostać, krzyczą na niego, wyśmiewają go. Rodzice czują się rozczarowani jego niepowodzeniami w szkole. Ishaan nie umie czytać, nie umie liczyć, pisze niezrozumiale. „Litery tańczą” przed nim. Wciąż odrzucany, karcony, zaczyna się stawiać, buntować, ucieka z lekcji, aby włóczyć się po mieście. Bezradni rodzice wysyłają go do szkoły z internatem. Osamotniony, rozżalony chłopiec nie rozumie, czemu go porzucono. Zamyka się w sobie. Świat pełen cudów traci barwy. Już nic go nie cieszy. Pomoc przychodzi ze strony nauczyciela rysunku (Aamir Khan), który zauważa osamotnienie chłopca.

## MotywyBollywoodu
- Sceny z dziećmi występują też m.in. w English Babu Desi Mem, Salaam Bombay!, Coś się dzieje, Cheeni Kum, Ek Ajnabee, Woda, King Uncle, Main Aisa Hi Hoon, Gdyby jutra nie było, Na Tum Jaano Na Hum, Kyun...! Ho Gaya Na, Czasem słońce, czasem deszcz, Mój kraj, czy Akele Hum Akele Tum. W ostatnim z nich gra też Aamir Khan, tworząc bardzo bliską relację z 10-letnim synem.
- Innym filmem, w którym bliska relacja z nauczycielem, jego wiara w ucznia i wczucie się w niego, ratują go jest Black (z Amitabhem Bachchanem).
- W szkole sfilmowanej „TZP” fundamentem są zasady – harmonia, wiara i DYSCYPLINA. Groźnym głosem wylicza zasady swojej szkoły walczącej z miłością Amitabh Bachchan z Miłość żyje wiecznie.

## Obsada
- Darsheel Safary – Ishaan Nandkishore Awasthi
- Aamir Khan – Ram Shankar Nikumbh
- Tisca Chopra – Maya Awasthi
- Vipin Sharma – Nandkishore Awasthi
- Sachet Engineer – Yohaan Awasthi
- Tanay Chheda – Rajan Damodaran

## Muzyka
Twórcami muzyki jest trio Shankar-Ehsaan-Loy.
| Piosenkę         | śpiewa(ją) | do tekstu                 |
| ---------------- | --- | ------------------------- |
| Bum Bum Bole     | Shaan i Aamir Khan | Prasoon Joshi             |
| Ishaan’s Theme   | | utwór instrumental        |
| Jame Raho        | Vishal Dadlani | Prasoon Joshi             |
| Kholo Kholo      | Raman Mahadevan | Prasoon Joshi             |
| Maa              | Shankar Mahadevan | Prasoon Joshi             |
| Mera Jahan       | Adnan Sami, Auriel Cordo i Ananya Wadkar | Prasoon Joshi/ Amol Gupte |
| Taare Zameen Par | Shankar Mahadevan, Vivienne Pocha | Prasoon Joshi             |
| Bheja Kum        | Shankar Mahadevan, Bugs Bhargava, Shankar Sachdev, Raaj Gopal Iyer, Ravi Khanwilker, Loy Mendosa, Amol Gupte, Kiran Rao, Aamir Khan i Ram Madhvani | Prasoon Joshi             |

## Nagrody
Nagrody Star Screen
- Nagroda Star Screen dla Najlepszego Reżysera – Aamir Khan (razem z Shimitem Aminem za Naprzód, Indie!)
- Nagroda Screen Weekly za Najlepszy Debiut Reżyserski – Aamir Khan
- Nagroda Screen Weekly dla Najlepszego Drugoplanowego Aktora – Aamir Khan
- Nagroda Jury Screen Weekly dla Najlepszego Aktora – Darsheel Safary
- Nagroda Screen Weekly za Najlepszą Rolę Dziecięcą – Darsheel Safary
- Nagroda Screen Weekly za Najlepszy Scenariusz – Amol Gupte
- Nagroda Screen Weekly za Najlepsze Dialogi – Amol Gupte
- Nagroda Screen Weekly za Najlepsze Teksty Piosenek – Prasoon Joshi